# Ružica Džankić
Ružica Džankić (Zagabria, 7 luglio 1994) è una cestista croata.

## Carriera
Con la Croazia ha disputato i Campionati europei del 2015.